# Raupenschlepper Ost

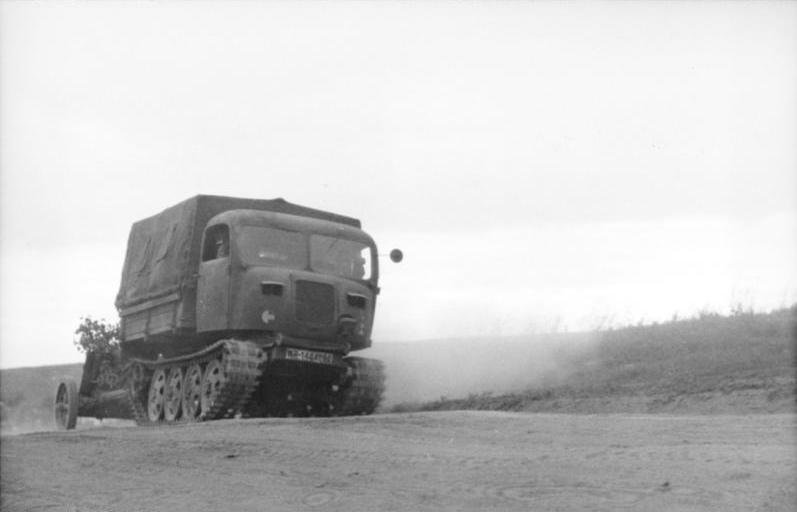
Raupenschlepper Ost beim Einsatz im „Unternehmen Zitadelle“, 21. Juni 1943

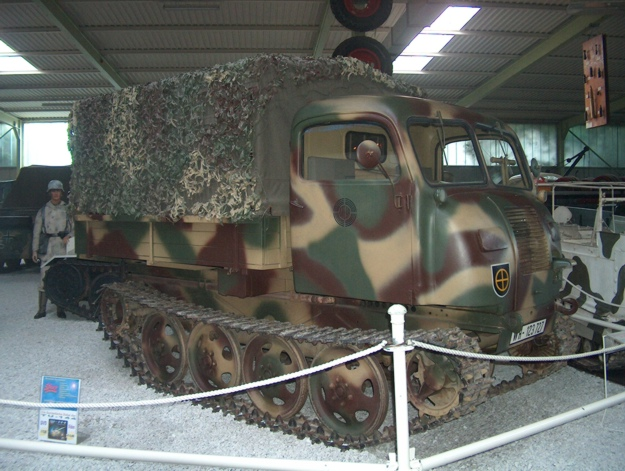
Raupenschlepper Ost im Technik Museum Sinsheim

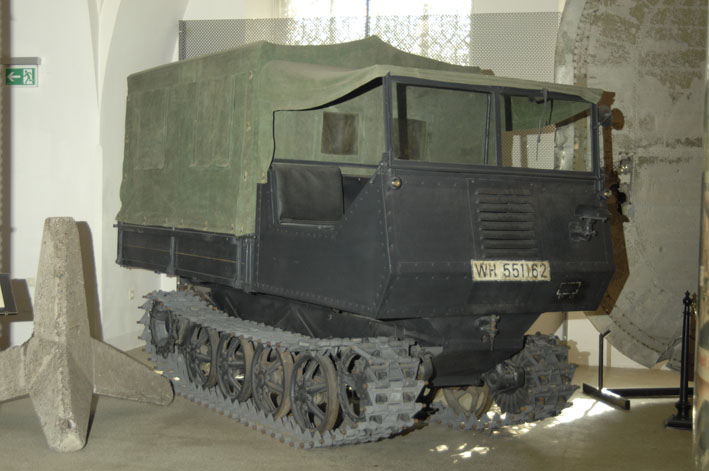
Raupenschlepper Ost (Gebirgsausführung) im Heeresgeschichtlichen Museum Wien

Der Raupenschlepper Ost (kurz: RSO) ist ein Vollkettenschlepper, der im Zweiten Weltkrieg für die Wehrmacht entwickelt und gebaut wurde. Er sollte die Versorgung der kämpfenden Verbände unter den problematischen Straßen-, Boden- und Witterungsverhältnissen im Krieg gegen die Sowjetunion erleichtern.
Das Kürzel RSO wird auch für den Radschlepper Ost genutzt, was gelegentlich zu Verwechselungen führt.

## Entstehungsgeschichte
Wenige Monate nach dem Überfall auf die Sowjetunion am 22. Juni 1941 mussten die deutschen Truppen feststellen, dass mit den Regenfällen im Herbst die meist unbefestigten Straßen an der Ostfront verschlammten und oft unbefahrbar wurden. Die vorwiegend im Frühjahr und Herbst auftretende „Rasputiza“ (russisch распу́тица ‚Wegelosigkeit‘) überforderte die überwiegend mit bespannten und motorisierten Radfahrzeugen ausgerüsteten Nachschubtruppen. Auch waren die Fronteinheiten kaum in der Lage, mit ihren schweren Panzerabwehr- und Infanteriegeschützen Stellungswechsel durchzuführen. Teils halfen daher erbeutete sowjetische Kettenschlepper, die Verbände beweglich zu halten.
Es war offensichtlich, dass für die Bedürfnisse der Ostfront ein leichter Kettenschlepper mit ausreichender Zugkraft und zusätzlicher Ladefläche benötigt wurde. In aller Eile wurde bei der Steyr Daimler Puch AG, deren Generaldirektor Meindl auch Chef des dafür eingerichteten Sonderausschusses im Reichsministerium für Bewaffnung und Munition war, in Zusammenarbeit mit der von Ferdinand Porsche geleiteten Panzerkommission ein Vollkettenfahrzeug mit der Bezeichnung Steyr 470 entworfen. In einigen Quellen wird angenommen, dass in der Konzeptionsphase auch die verschiedenen nach dem Angriff im Osten erbeuteten Kettenschlepper bewertet und begutachtet wurden. Eine gelegentlich angenommene Verwandtschaft mit dem Stalinez-65 ist keinesfalls gegeben, am ehesten lässt sich der sowjetische STZ-5 mit dem neuen Raupenschlepper Ost vergleichen.
Die ersten vorgelegten Entwürfe wurden auf den persönlichen Befehl Hitlers dahingehend geändert, dass eine Bodenfreiheit in der Größenordnung von 60 bis 70 Zentimetern erreicht wurde.

## Technik
Wesentliche Bauteile wie der luftgekühlte V8-Motor stammten vom Allrad-Lkw Steyr 1500A, was die Produktion des neuen Raupenschleppers erheblich erleichterte. So konnte er im Steyr-Werk auf dem gleichen Produktionsband wie die Lkw gefertigt werden.
Ebenfalls basierend auf dem Steyr 1500A wurde der Radschlepper Ost mit übergroßen Stahlrädern konstruiert. Diese Ausführung überzeugte aber nicht besonders. Hier verlangte Hitler deutliche Verbesserungen.

## Varianten
Für den RSO wurden neben den diversen Versuchsmodellen drei Varianten in nennenswerter Serie gefertigt.
- RSO/01 Grundvariante, alle Fahrzeuge mit geschlossener Fahrerkabine und frühe Fahrzeuge mit vereinfachter Kabine und Ottomotor
- RSO/02 in einigen Fällen auch als RSO/PaK40 geführt, Variante mit 7,5-cm-Pak 40
- RSO/03 vereinfachte Variante mit halboffener Fahrerkabine und neuem Dieselmotor von KHD

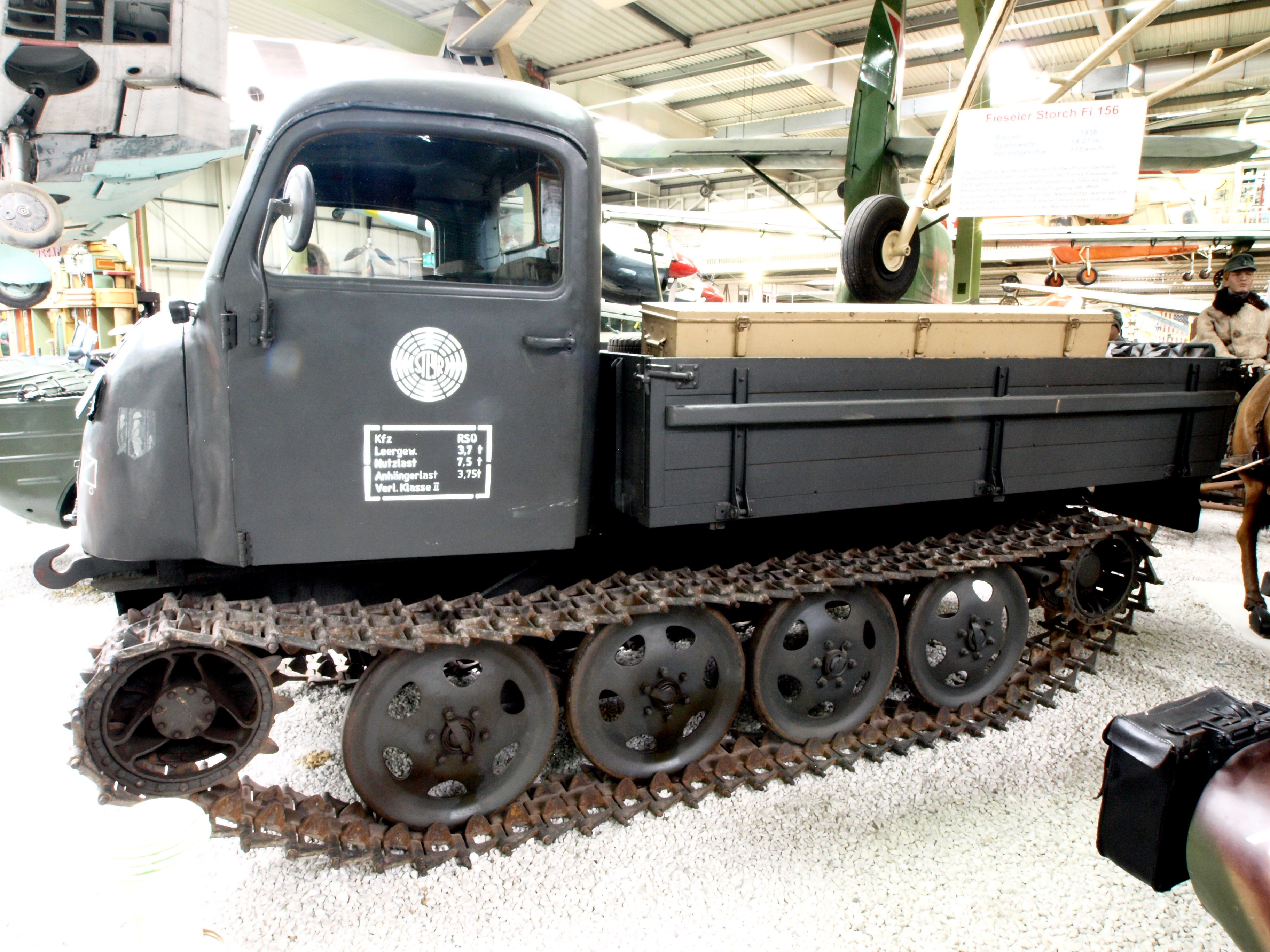
RSO/01 Pritsche mit geschlossener Fahrerkabine
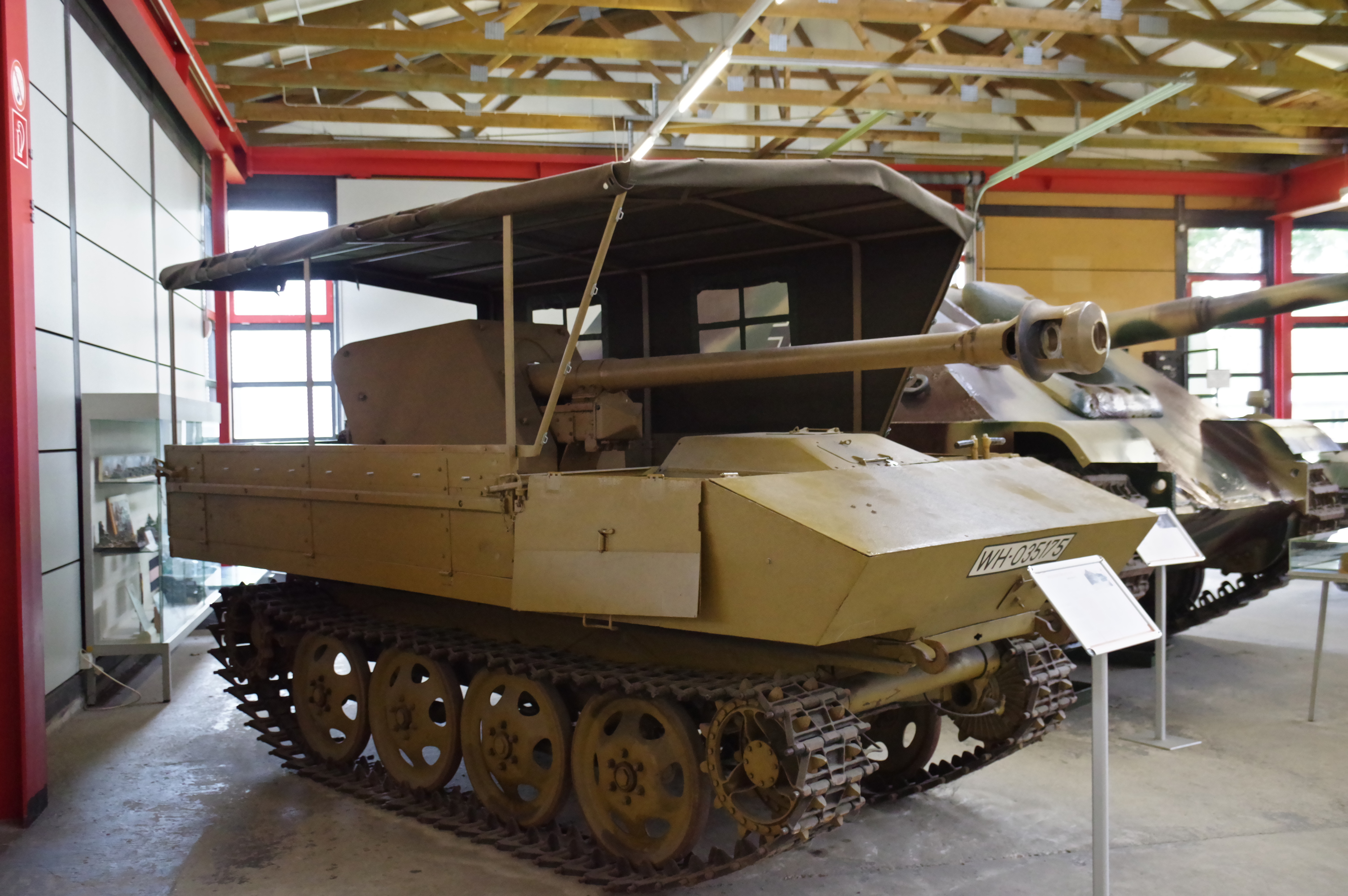
RSO/02 mit PaK40
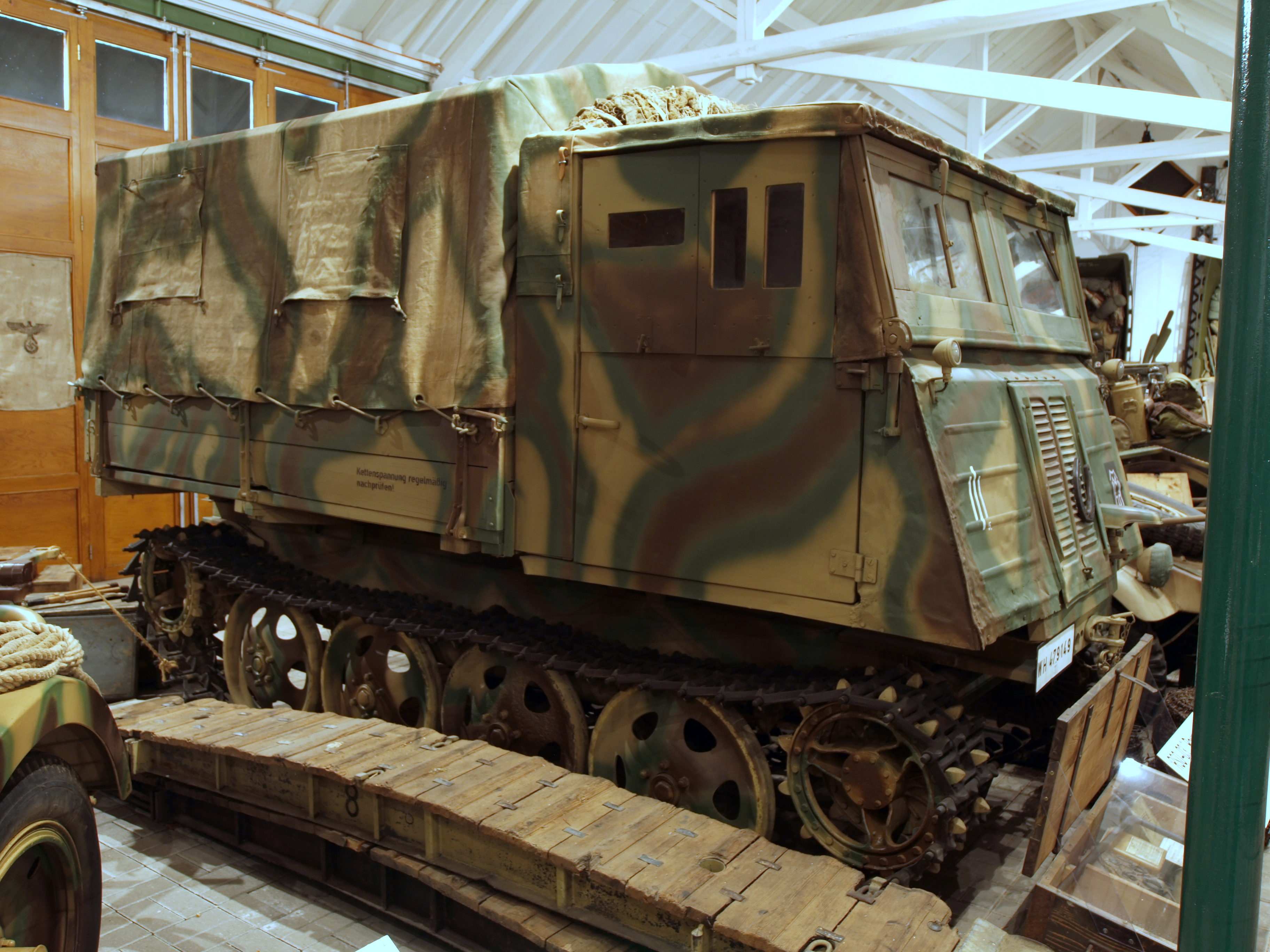
RSO/03 Pritsche mit Planenverdecken und Teilkabine
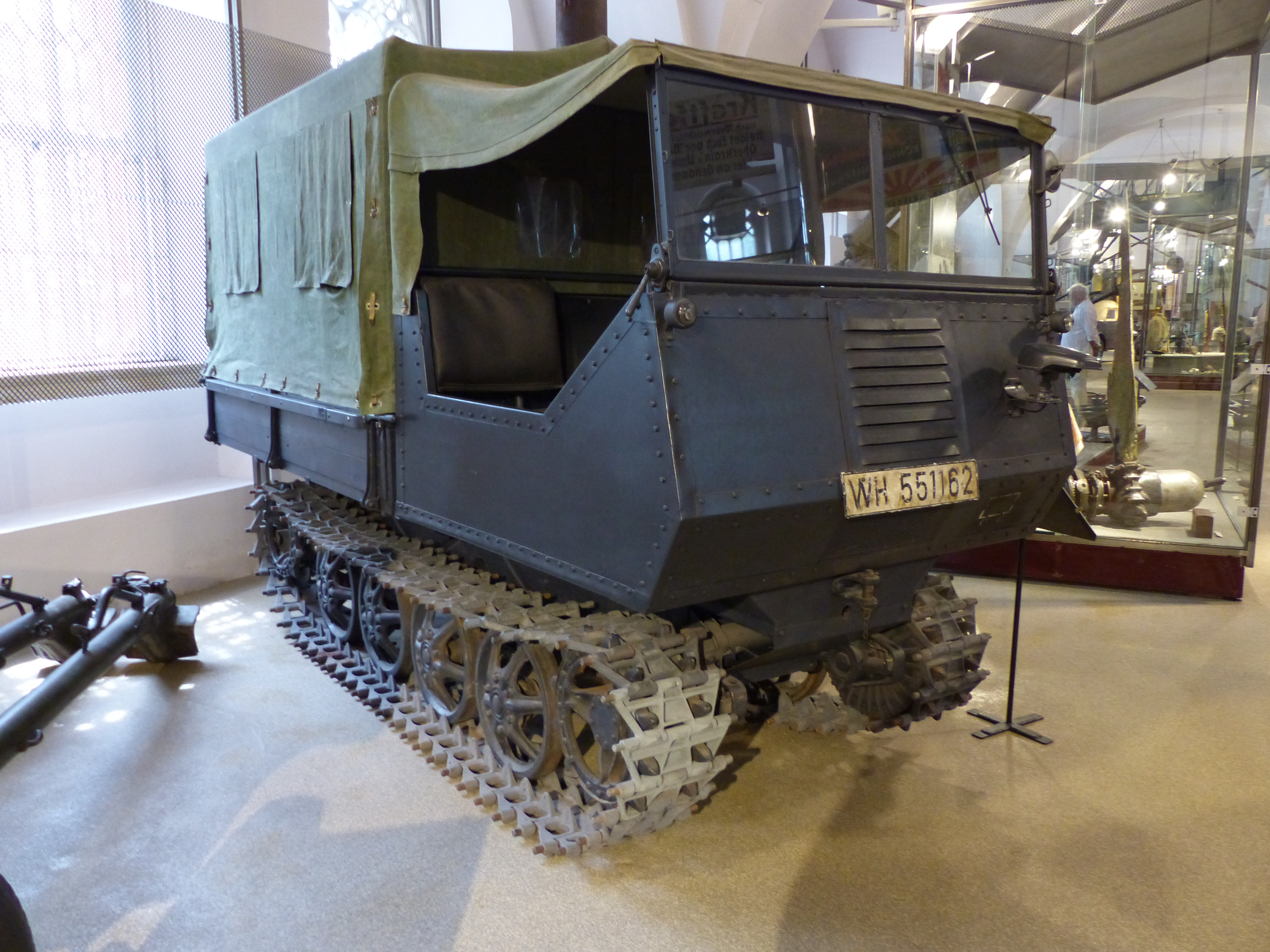
RSG Gebirgsausführung

## Produktion
Im September 1942 begann die Serienproduktion des Raupenschleppers Ost. Steyr plante ab Dezember 1942 zunächst eine Fertigung von 1.000 Fahrzeugen pro Jahr. Nach den positiven Rückmeldungen zum Fahrzeug wurde die Produktionsplanung bereits am 1. Januar 1943 auf 2.000 Stück erhöht. Bis Jahresende 1942 wurden 1.452 Fahrzeuge fertiggestellt. Im Januar 1943 wurden weitere 802 Fahrzeuge produziert. Danach lief die Fertigung auf hohem Niveau weiter. Bis 1944 wurde eine Stückzahl von 2.600 erreicht.
Da die Produktion bei Steyr dem Bedarf der Truppe an solchen Fahrzeugen nicht genügte, wurden weitere Firmen in die Produktion eingebunden. Als Lizenzbau fertigte die Auto Union AG im Werk Siegmar (früher Wanderer), Gräf & Stift in Wien sowie das Ulmer Magirus-Werk von Klöckner-Humboldt-Deutz (KHD) die Raupenschlepper.
Mit einem neuen, vereinfachten Typ RSO/01 lieferte KHD ein Fahrzeug mit offenem Fahrerhaus und Segeltuch-Verdeck. Von diesem vereinfachten Modell wurden von März 1943 bis Kriegsende 12.300 Stück geliefert. Allerdings änderte sich während der KHD-Produktion durch den Einbau des neuentwickelten, luftgekühlten Deutz-Dieselmotors F4L 514 die Modellbezeichnung der dort hergestellten Fahrzeuge auf RSO/03.
Auch beim Raupenschlepper Ost gab es durch die Luftangriffe der Alliierten Produktionsausfälle bzw. Unterbrechungen, so dass man 1944 etwa 2.000 Fahrzeuge weniger baute als ursprünglich geplant. 1945 lag die geplante monatliche Produktionsquote für KHD bei 850 und die für Gräf & Stift bei 350 Stück.
Nachdem mit dem Kriegsende Anfang Mai 1945 die Produktion stoppte, lief diese 1946 mit dem verkleinerten und veränderten Modell Waldschlepper RS 1500 noch einmal an. Bis 1947 wurden noch einmal etwa 1.500 Schlepper für die Land- und Forstwirtschaft produziert.

## Prototypen und Einsatz
RSO/2

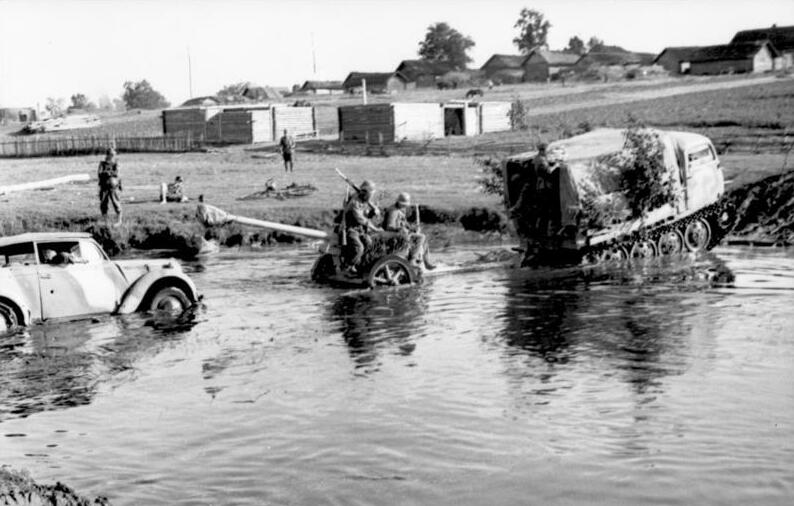
Raupenschlepper Ost (RSO) mit angehängter PaK 40 (Soldaten auf PaK sitzend) und PKW beim Durchqueren eines Gewässers, 1944 in der Sowjetunion

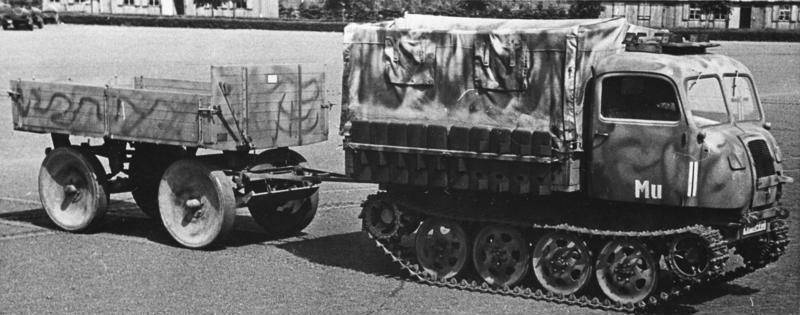
Raupenschlepper Ost 1942

Im Jahr 1943 wurden Versuche unternommen, den RSO als Selbstfahrlafette für die 7,5-cm-PaK 40 zu verwenden. Eine Plane schützte und tarnte das Geschütz während der Fahrt; der Fahrersitz war notdürftig gepanzert. Anfang Oktober 1943 wurde Hitler diese Konstruktion vorgeführt. In großen Stückzahlen wurde diese Version allerdings nicht gefertigt. Diese RSO wurden häufig als Sturmgeschütze verwendet, wofür sie allerdings nicht gedacht waren.

### Weitere Versionen
Schwimmfähige Prototypen wurden ebenso erprobt wie RSO-Fahrzeuge mit Krankentransportaufbauten. Fotos belegen, dass einige dieser RSO an die Ostfront gebracht wurden. Es gab auch Versuche, den RSO als Sattelschlepper zu verwenden. Als Fahrgestell für den Sattelauflieger diente ebenfalls ein RSO-Fahrgestell (unmotorisiert). Unter anderem gab es hier einen Mannschaftstransporter für etwa 50 Soldaten.
Auch die Gebirgstruppen fanden Gefallen an diesem Fahrzeug. Auf ihr Drängen hin wurde eine kleinere Version konstruiert, der Gebirgsraupenschlepper (RSG). Der RSG trug eine 1940 erbeutete belgische 7,5-cm-Gebirgshaubitze 34. Allerdings wurden hiervon nur wenige Prototypen gebaut.
Die bewaffneten Versionen des Raupenschleppers Ost zeigten aber bald, dass der Motor für solche Zwecke zu schwach war; so wurde eine RSO-Version mit zwei nebeneinander eingebauten Motoren konstruiert. Über das Stadium eines Prototyps kam diese Konstruktion allerdings nicht hinaus.
Die Lizenz-RSO von Klöckner-Deutz wurden ab 1944 mit neu entwickelten Dieselmotoren mit Luftkühlung ausgerüstet, um den tiefen Temperaturen an der Ostfront besser standhalten zu können.
Inklusive aller Sonderarten des RSO wurden von den beteiligten Unternehmen insgesamt etwa 28.000 Stück gebaut.

## Entwicklungen nach dem Zweiten Weltkrieg

### Waldschlepper RS 1500

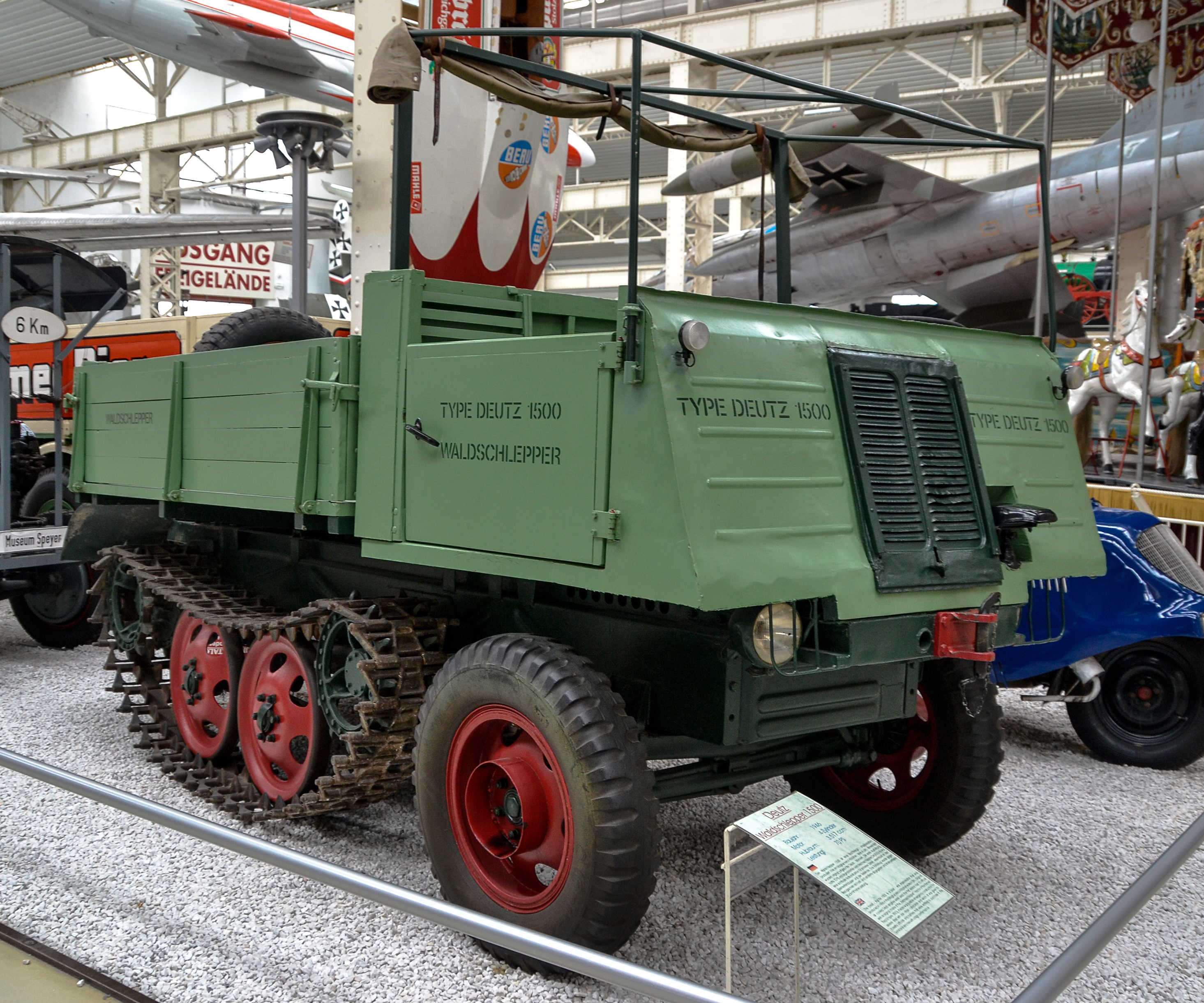
Nachkriegsmodell Waldschlepper RS 1500

Nach dem Krieg gab es Bestrebungen, die Produktion des Raupenschleppers Ost für die deutsche Land- und Forstwirtschaft wieder aufzunehmen. Tatsächlich wurden 1947/48 von Klöckner-Deutz etwa 1.000 Halbkettenfahrzeuge mit luftgekühltem Motor als „Waldschlepper“ ausgeliefert. Sie waren vom RSO abgeleitet.

### KT-12
In der Sowjetunion wurde auf Basis des Raupenschleppers Ost ein Forsttraktor entwickelt. Unter der Bezeichnung KT-12 wurde das Fahrzeug ab 1947 zunächst im Kirowwerk, ab 1951 im Minsker Traktorenwerk und ab 1956 im Oneschsker Traktorenwerk (Онежский тракторный завод) in Petrosawodsk produziert. Es erhielt eine andere Karosserie und den Motor des Lastwagens ZIS-5, der für den Betrieb mit Holzgas umgerüstet wurde. Spätere Versionen nutzten Dieselmotoren. Das Modell wurde kontinuierlich weiterentwickelt und unter wechselnden Bezeichnungen auch nach dem Zerfall der Sowjetunion 1991 noch produziert.

### Hacker Motormuli
Mit dem Anfang der 1950er Jahre in Molln (Oberösterreich) produzierten „Motormuli“, einem gut gefederten, lasttragenden Schlepper auf Gleisketten, der primär für die Forstwirtschaft (zur Holzbringung) konzipiert war, griff Oskar Hacker auf zwei seiner früheren Konstruktionen zurück: für die erste Serie des Motormuli auf seine Austro-Daimler Motor-Karrette (ADMK) aus den 1930er Jahren und für die spätere Serie des Motormuli auf seinen Raupenschlepper Ost. Mit Zusatzaggregaten oder Sonderaufbauten hat sich das Motormuli auch in anderen Verwendungen bewährt, z. B. für den alpinen Personentransport im Winter (Postbus der Österreichischen Post) oder als Schneefräse System Wallack, letzteres bis zum heutigen Tag. Die Firma Motormuli wurde später von der Österreichischen Saurer AG übernommen, diese dann von der Steyr-Daimler-Puch AG, sodass es auch Saurer-Motormulis bzw. Steyr-Motormulis gibt.

## Technische Daten
- Hersteller: Steyr, später auch Klöckner-Humboldt-Deutz und Gräf & Stift
- Leergewicht: 5500 kg
- Nutzlast: 1500 kg
- Länge/Breite/Höhe: 4,425 m/1,99 m/2,53 m
- Motorisierung: V8-Steyr-Ottomotor (85 PS) oder Vierzylinder-Deutz-Dieselmotor (66 PS), beide luftgekühlt
- Geschwindigkeit: 17 km/h, bzw. 14 km/h bei RSO/3
- Fahrbereich: ca. 300 km
- Tankinhalt: 180 l (Benzin) / 140 l (Diesel)

## Museumsobjekte
- RSO/01 im Technik Museum Sinsheim
- RSO/01 im August Horch Museum
- RSO/01 im MM Park France
- RSO/02 im Panzermuseum Munster
- RSO/02 im Museum für Militär und Zeitgeschichte
- RSO/03 im National Museum of Military History
- RSO/03 im MM Park France
- Im Wiener Heeresgeschichtlichen Museum ist ein Raupenschlepper Ost in der Gebirgsausführung ausgestellt. Dieses Exemplar transportierte Kunstschätze des Kunsthistorischen Museums, die für das so genannte Führermuseum bereitgestellt worden waren, ins Salzbergwerk Altaussee.[6]
- Ein Hacker Motormuli ist in der Panzerhalle des Heeresgeschichtlichen Museums ausgestellt.